# Al-Andalus
al-Andalus (arabiska: الأندلس, al-ʾAndalūs) är det arabiska namnet som muslimerna gav de områden de kontrollerade på Iberiska halvön. Namnet syftar dels på emiratet (750–929), kalifatet i Cordoba (929–1031) och de efterföljande taifa-rikena, dels mer generellt på områden på halvön som kontrollerades av muslimerna (711–1492). Allt eftersom de nordliga kristna enklaverna under La Reconquista långsamt återerövrade halvön, kom namnet "al-Andalus" att gradvis avse ett allt mindre muslimskt område i söder kring dagens Granada och den forna romerska provinsen Hispania Baetica. Namnet lever kvar som Andalusien, en av Spaniens nutida provinser.

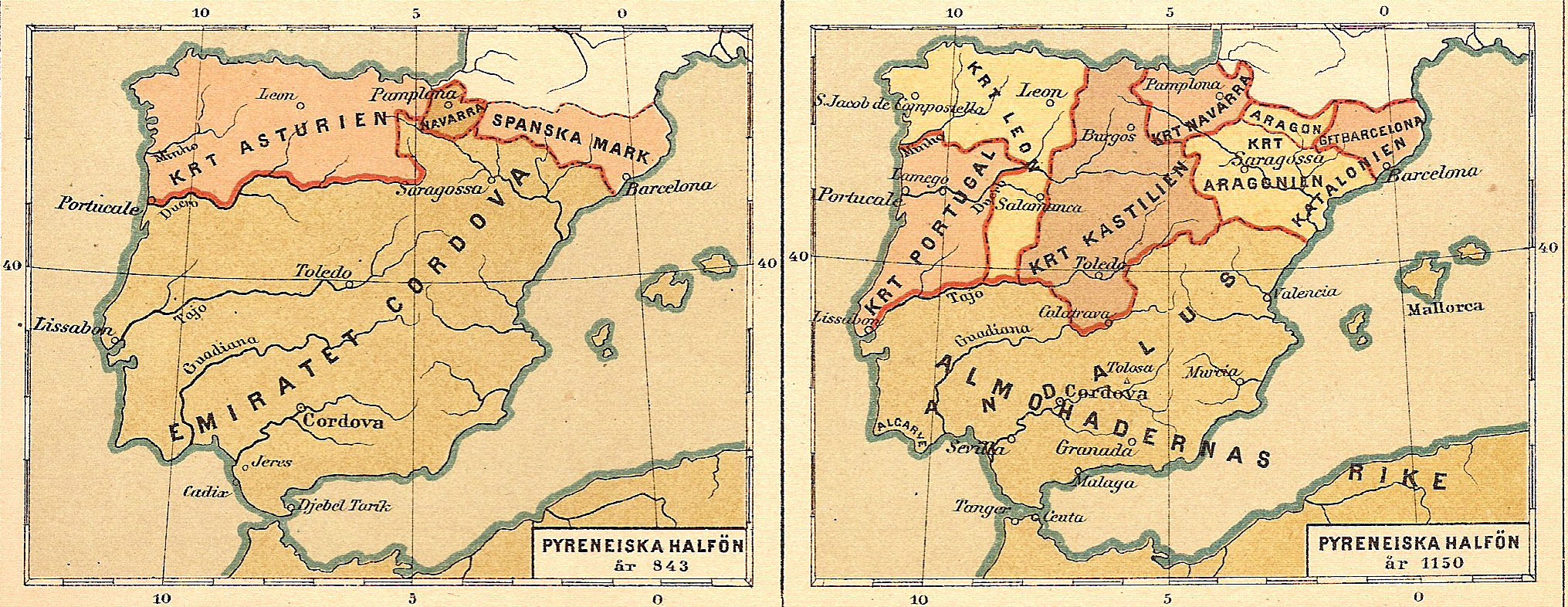
Historisk karta över Iberiska halvön och emiratet Cordoba 843 e.Kr. och det almohadiska riket 1150 e.Kr.

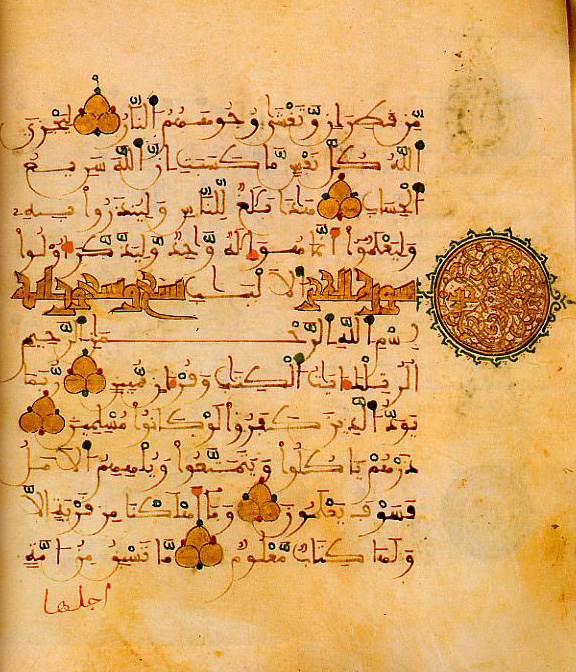
En sida ur Koranen med de skrivtecken som utvecklades i al-Andalus på 1100-talet.

## Historia
Efter den moriska invasionen av Iberiska halvön, blev hela halvön, med undantag för några mindre kristna riken i norr och baskiska områden i Pyrenéerna, en del av det expanderande umayyadiska riket som kallade det al-Andalus. På arkeologiska museet i Madrid finns en dinar från 716, alltså fem år efter erövringen, med det arabiska ordet "al-Andalus" på ena sidan och det latinska "Span(ica)" på den andra. Det är det äldsta kända omnämnandet av al-Andalus.

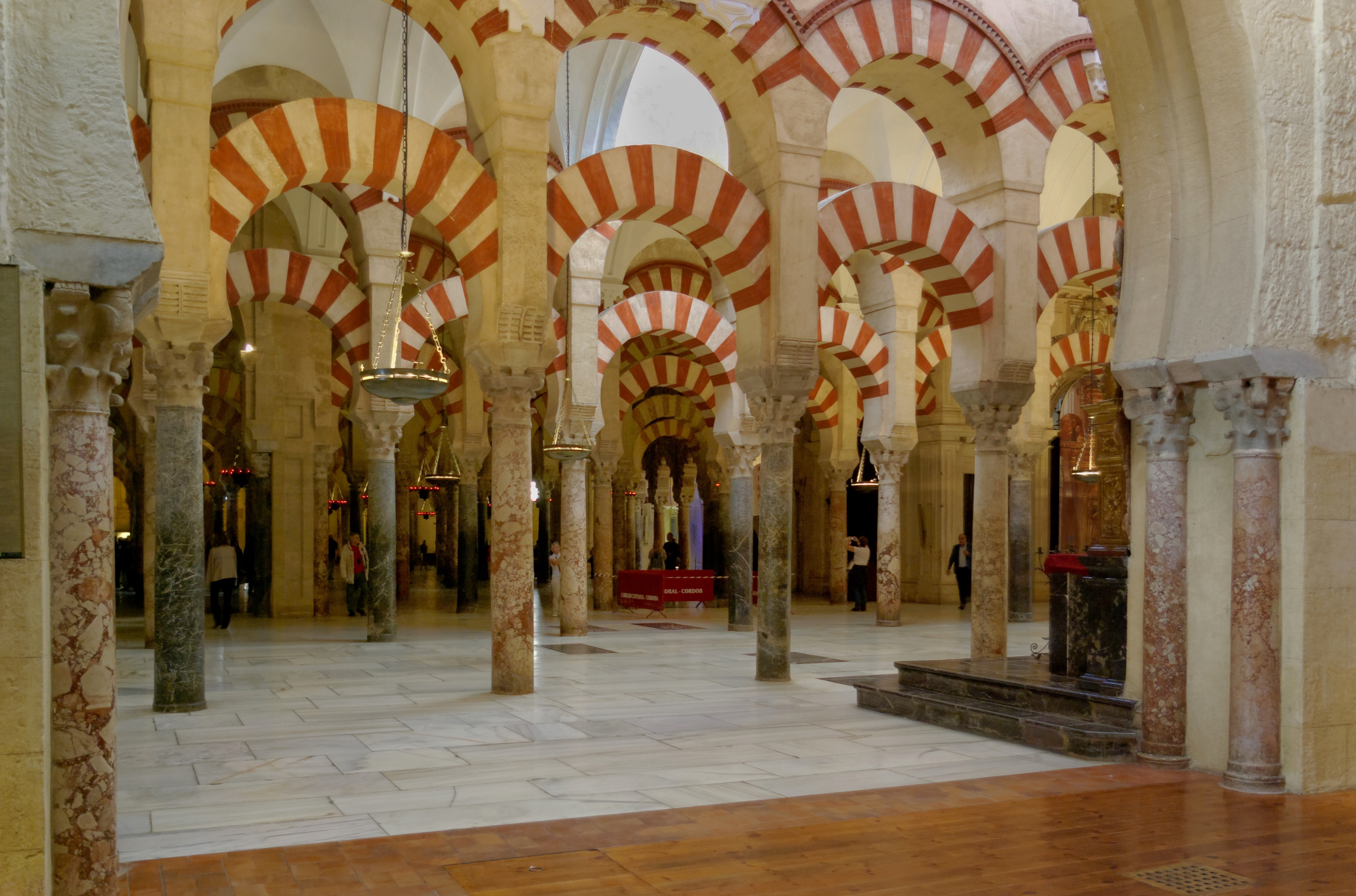
Interiören i den stora moskén i Córdoba, idag katedral. Moskén, som på spanska kallas Mezquita, är ett exempel på den nydanande umayyadiska, islamiska arkitekturen i Spanien.

När umayyaddynastin fick lämna plats åt abbasiderna 750 lyckades en medlem av den umayyadiska dynastin fly och förena flera muslimska förläningar och utropa sig till emir av Cordoba. Umayyaderna fortsatte på så vis att regera al-Andalus och ett område i Nordafrika oberoende av kalifatet i Bagdad. Efter att ha krossat det sista stora upproret mot dynastin utropade sig den umayyadiske emiren, Abd ar-Rahman III, 929 till kalif av Cordoba – en utmaning mot den abbasidiske kalifen i Bagdad. Det anses också att det var under denna tid som islam blev majoritetsreligion i al-Andalus.
År 1031 kollapsade kalifatet och de muslimska områdena på Iberiska halvön föll sönder och delades upp mellan flera mer eller mindre självständiga förläningar, de så kallade taifa-kungadömena. De kristna staterna i norr och väster kunde därefter steg för steg utöka sin makt över Spanien. Galicien, Asturien och León, tillsammans med Baskien, Navarra, Katalonien i Karl den stores Marca Hispanica, var kristnas baser och under de kommande seklerna växte makten för de kristna i Aragonien och Kastilien. Ett genombrott skedde när Kastilien 1085 erövrade den historiska huvudstaden Toledo. Under 1090-talet föll de muslimska delarna i händerna på den berbiska almoravidiska dynastin och från 1140-talet och framåt i händerna på den (likaledes berbiska) almohadiska dynastin. Båda dynastierna skärpte inställningen till kristna och judar som emigrerade till de kristna delarna av halvön.
Efter det blodiga slaget vid Las Navas de Tolosa 1212 tvingade en kristen koalition under Alfons VIII av Kastilien muslimerna att dra sig tillbaka till södra Spanien. Det sista muslimska fästet i Spanien, i Granada i Emiratet av Granada, höll ut under ytterligare tre sekel och producerade bland annat arkitektoniska mästerverk som Alhambra. När Boabdil av Granada den 2 januari 1492 kapitulerade (kapitulationen i Granada) för den kristna armén som förenats under Isabella I av Kastilien och Ferdinand II av Aragonien upphörde al-Andalus att existera.
Al-Andalus, särskilt under det umayyadiska emiratet och kalifatet, har kallats för en del av islams guldålder, och 
brukar framställas som en tid av religiös tolerans, när vetenskapen tolererades och konsten blomstrade i poesi och arkitektur.  
I praktiken var bilden betydligt mer komplicerad. Al-Andalus tillät kristna och judar (som enda icke-muslimer) att leva tillsammans med muslimer och ändå behålla sin tro, på villkor att de i egenskap av kafir betalade skatt på sin religion, jizya; detta var religiös tolerans endast i jämförelse med det kristna Europa, som också tillät judar att leva som en diskriminerad minoritet, men inte gjorde detsamma för muslimer. Kvinnor förväntades i allmänhet leva under könssegregation i harem i så stor mån som möjligt, och slaveri i al-Andalus var en samhällsinstitution som spelade en stor roll i århundraden. 
I den muslimska kulturen idag har al-Andalus blivit en nostalgisk symbol för den period då muslimska kulturen överglänste andra civilisationer.

## Det moriska arvet
År 1502 hade den toleransperiod som följde kapitulationen gått ut och de återstående muslimerna tvingades lämna Spanien eller konvertera till kristendomen, så kallade moriscos. De utgjorde en stor del av bondebefolkningen i vissa delar av landet, i synnerhet Aragonien, Valencia och Andalusien, innan de systematiskt drevs ut 1609–1614. Henri Lapeyre har uppskattat att de då utgjorde omkring 300 000 människor i en befolkning som uppgick till 8 miljoner.
Den moriska perioden på halvön lämnade betydande spår i vetenskap, språk, konst och kultur. Detta inflytande är kanske särskilt märkbart i Spaniens södra delar, i till exempel Andalusien, men återfinns också i form av lånord i resten av landet.
Det bevattningssystem av kanaler och akvedukter som romarna redan uppfört i södra Spanien byggdes ut och förbättrades av morerna, bland annat genom att tillföra vattenhjulet. Ett viktigt bidrag till konsten var de färgrika och konstfärdiga kakelplattor arrangerade i vackra mönster, azulejos, som blivit ett signum för både Spanien och Portugal.
De betydande resultat som uppnåddes inom matematik, geografi, poesi och medicin genom teologen Ibn Rushd och mystikern Ibn 'Arabi fick stor betydelse för skolastiker i det medeltida Europa. Även konsten utanför Spanien bär tydliga spår av ett moriskt inflytande, till exempel i fransk romansk arkitektur (Sainte-Marie-Madeleine i Vézelay) och i modern tid då till exempel M.C. Escher låtit sig inspireras av den moriska konsten.

## Etymologi
Etymologin bakom ordet "al-Andalus" är osäker. En populär föreställning är att de germanska vandalerna som slog sig ned på södra Iberiska halvön och i norra Afrika har givit upphov till ordet. Utöver homonymin finns dock lite som styrker kopplingen och många historiker tror den seglivade föreställningen snarare beror på att vandalerna, som på bara tjugotvå år (407-429) så grundligt ödelade södra Spanien, helt enkelt har satt sitt outplånliga kännemärke på området.
Tre etymologiska ursprung, utöver den i allmänhet förkastade kopplingen till vandalerna, på det arabiska ordet har föreslagits under senare tid.
Enligt Reinhart Dozy (1820–1883) ska namnet vara en arabisering av "Vandalicia" eller "Vandalucía". Han antar då att den romerska provinsen Hispania Baetice ska ha fått det namnet, inte på den spanska halvön utan bland araber i Maghreb.
Den spanske språkvetaren Joaquin Vallvé Bermejo har istället föreslagit att ordet helt enkelt är en översättning av "Atlantis" och refererar till gamla arabiska källor som talar om platsen för de grekiska och romerska legenderna som "jauf al-Andalus", det vill säga norr om eller "innanför" Atlanten.
H. Halm och Marianne Barrucand/Achim Bednorz har föreslagit att ordet istället kommer från gotiska genom visigoterna. De fördelade erövrade områden mellan sig genom att dra lott och kallade de utdelade områdena för "landahlauts", vilket i arabiska öron lätt blir "al-Andalus".